# 驿村站
驿村站（：／ Yeokchon yeok */?）是首尔地铁6号线沿線的一座地下車站，位於韓國首爾特別市恩平區碌磻洞、大棗洞和驛村洞的邊界。

## 車站構造
站體為單邊側式月台的地下車站，候車月台設有月台幕門，並有4處出口。
6號線循環線為單向運行，因此本站並無對向列車可轉乘。

### 月台配置
| 佛光 ↑ |
| 循環   |
| 鷹岩   |

| 月台 | 路線           | 目的地                                   |
| ---- | -------------- | ---------------------------------------- |
| 循環 | ●首尔地铁6号线 | 鷹岩、數碼媒體城、孔德、烽火山、新內方向 |

## 歷史
- 2000年12月15日：落成啟用。

## 車站周邊
- 西大門稅務署分署
- 首爾西部警察署
- 恩平郵局
- 恩平區衛生所
- 恩平文化藝術會館

## 圖片

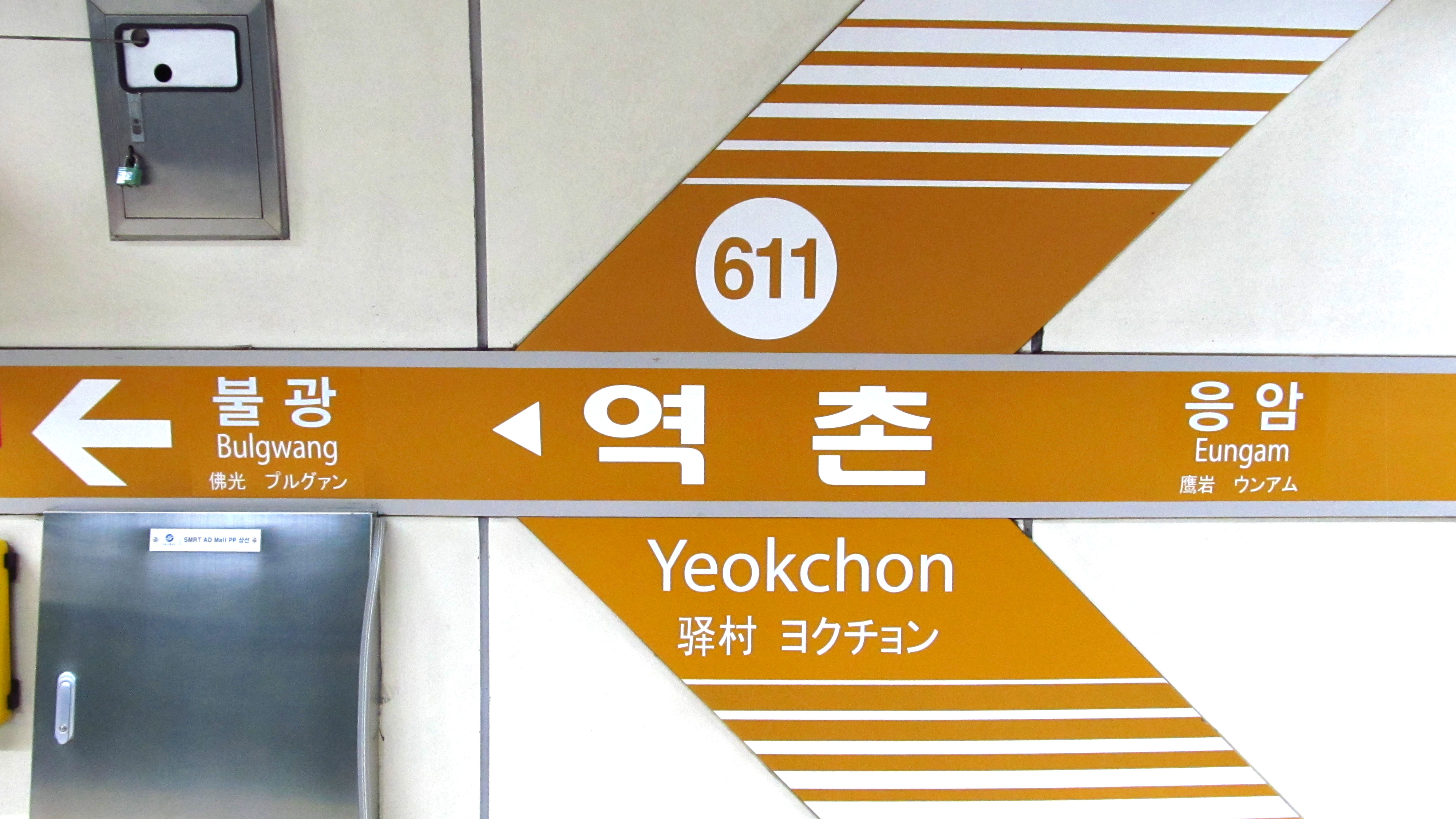
站名牌
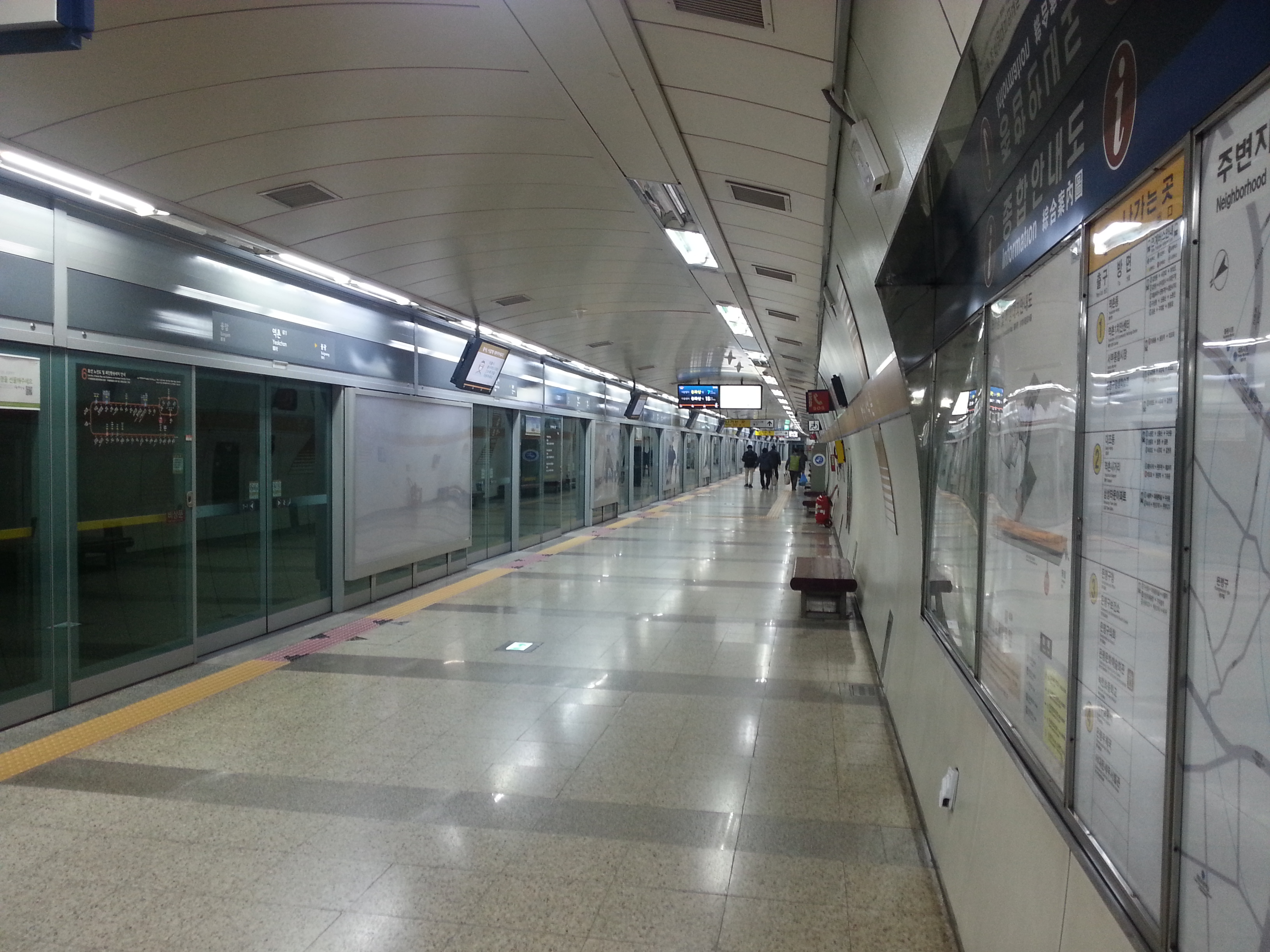
候車月台
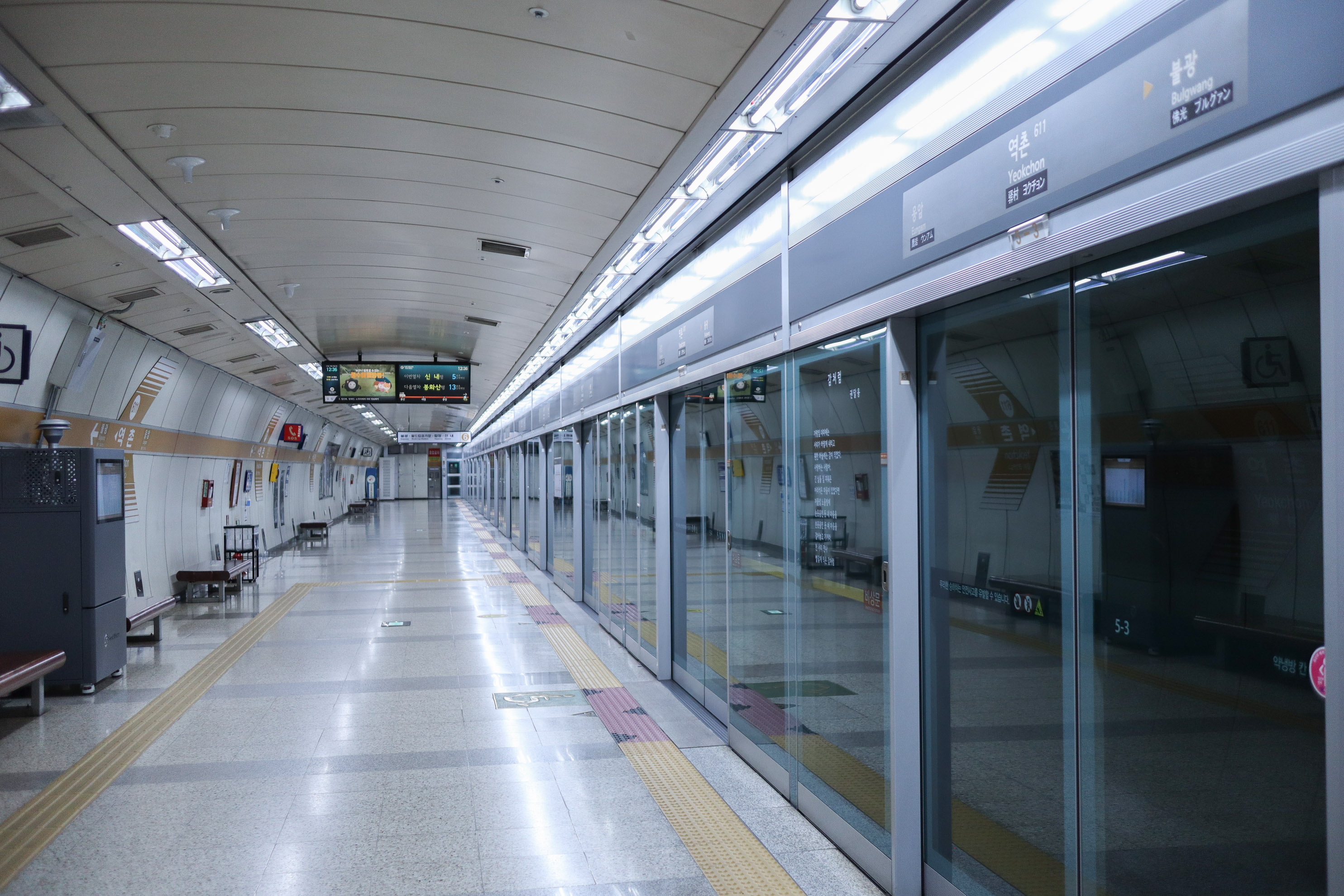
候車月台（往新內方向）
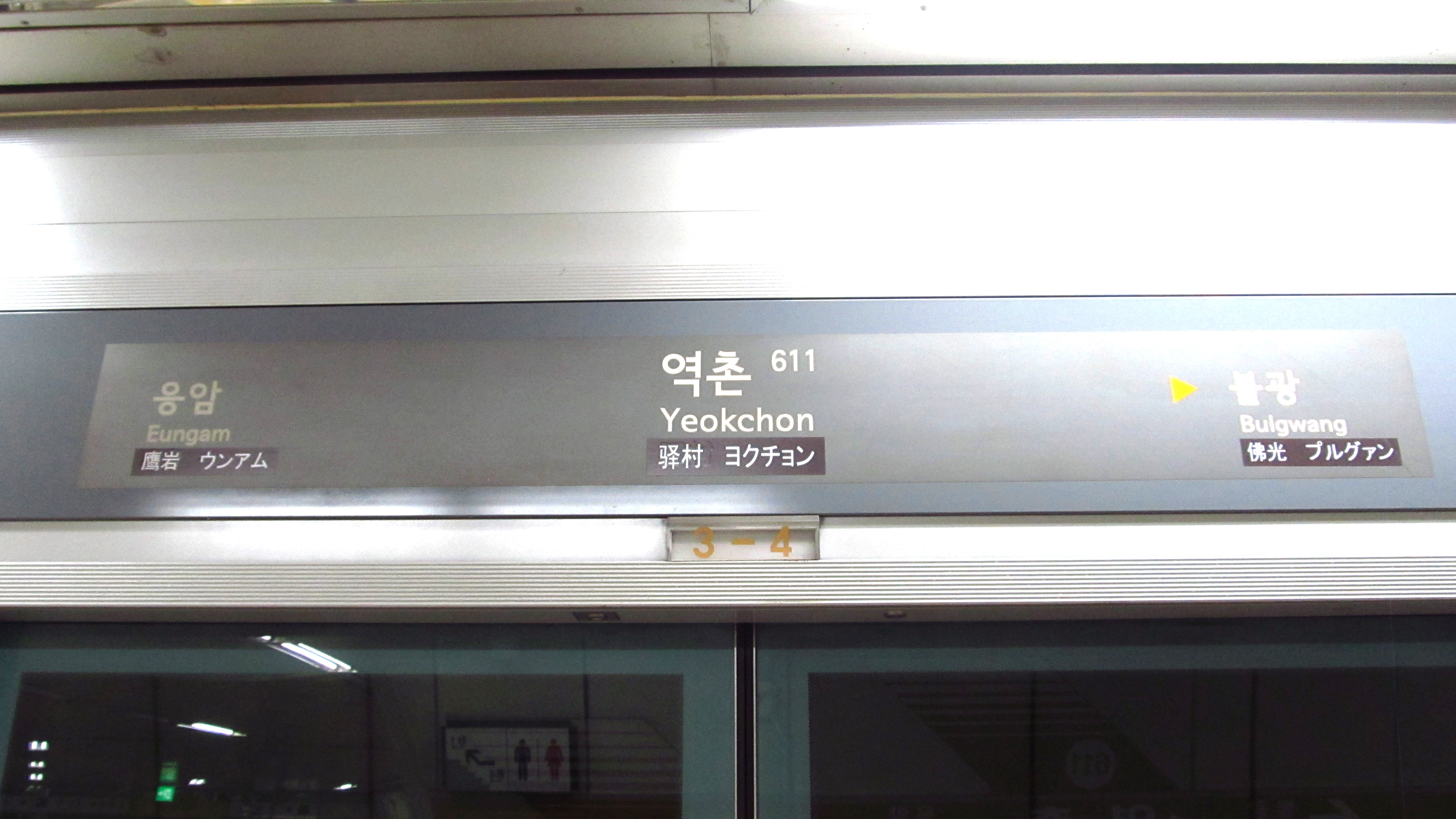
月台門資訊板
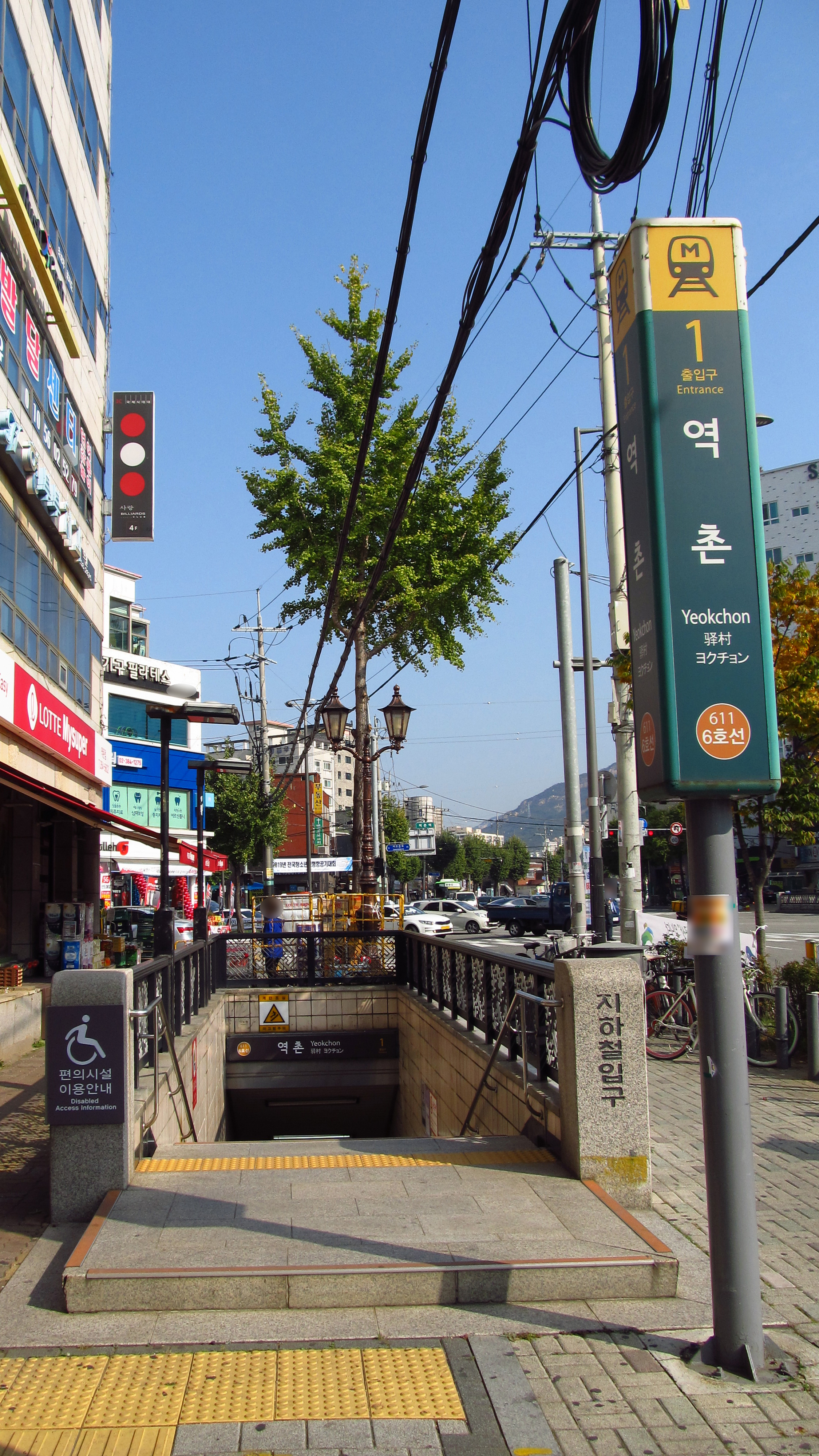
1號出口
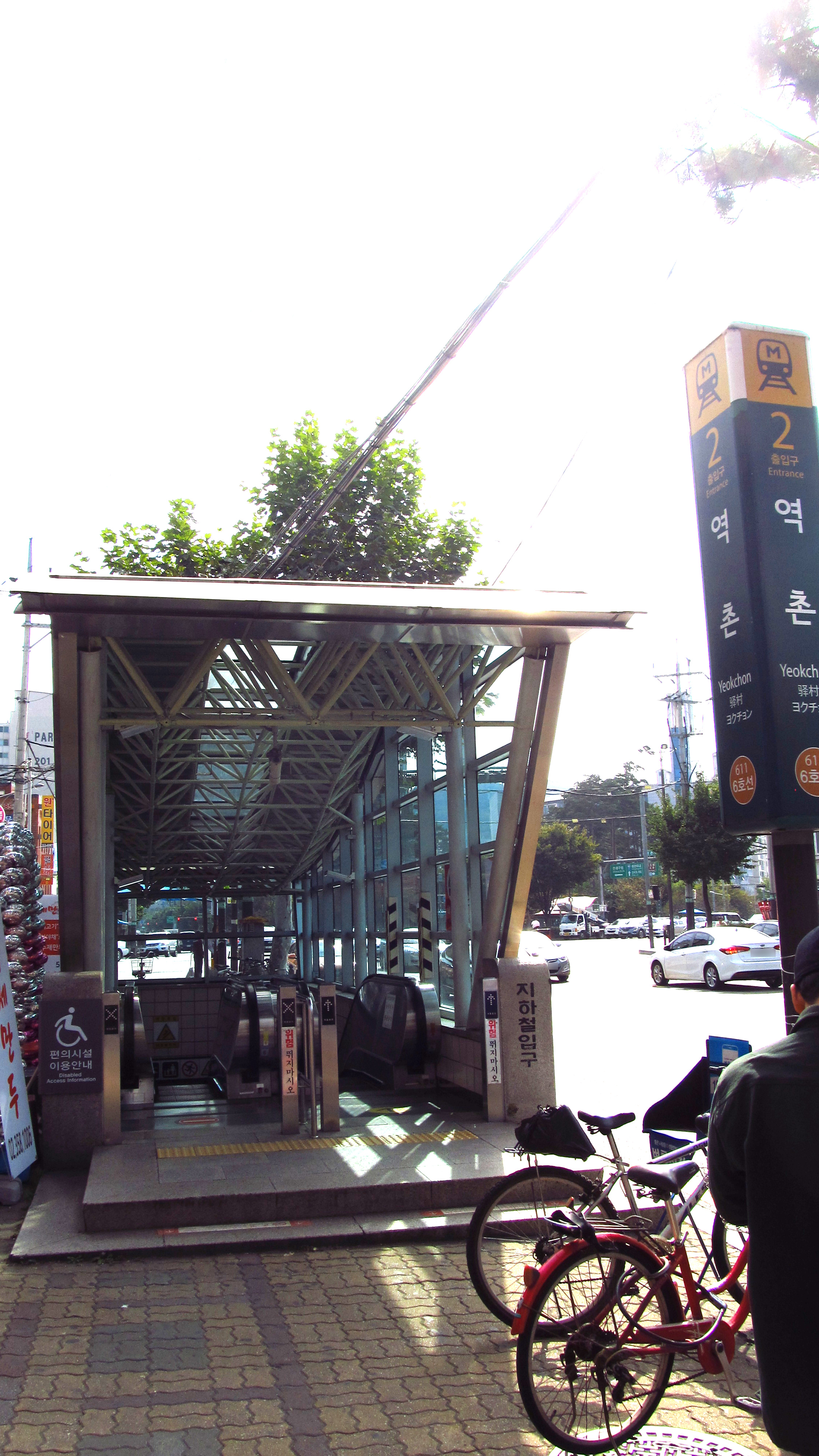
2號出口

## 相鄰車站
首爾交通公社
●首尔地铁6号线
循環線
鷹岩（610）－驛村（611）－佛光（612）